# Leptocephalus

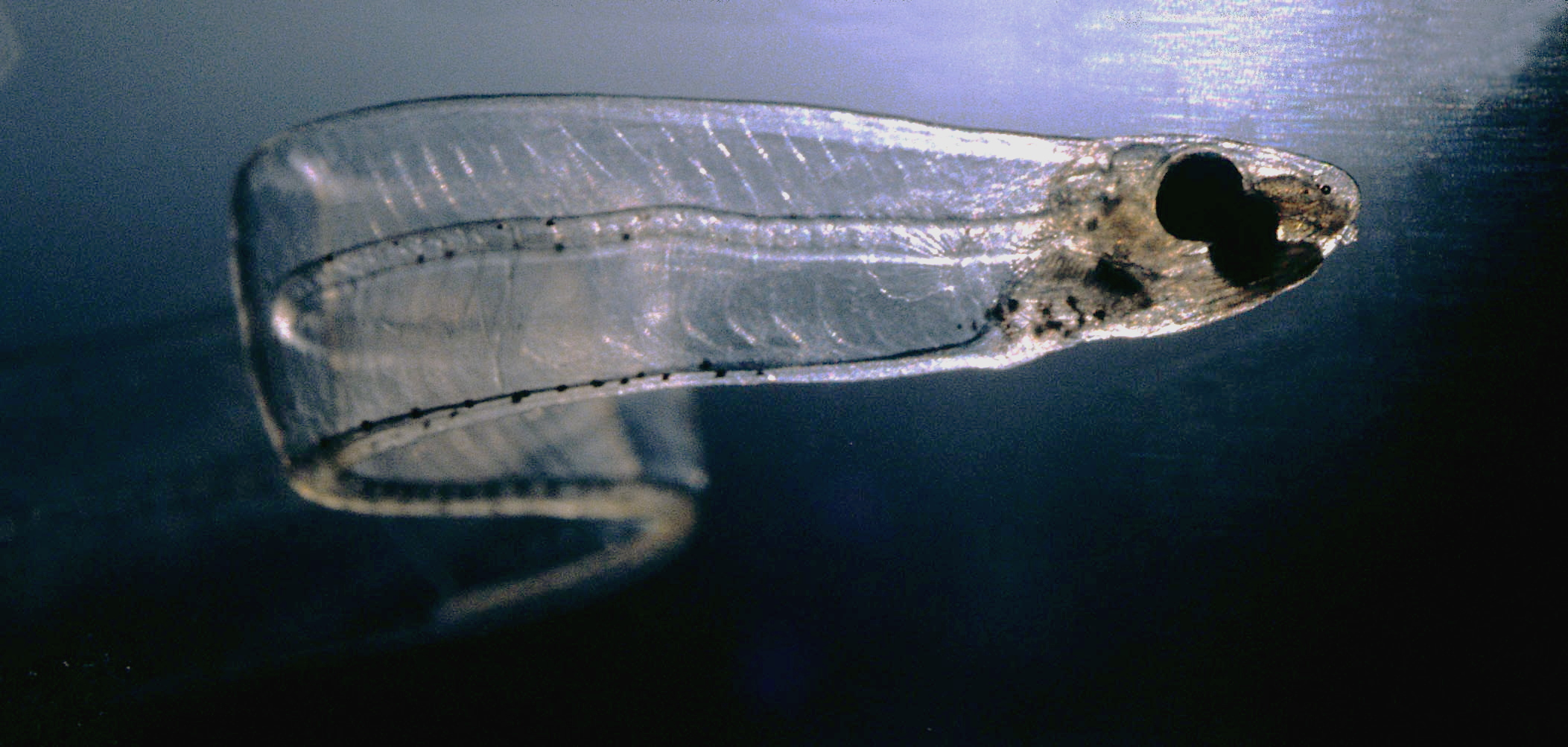
Leptocephalus

Leptocephalus (nghĩa là "đầu thon nhỏ") là ấu trùng dẹp và trong suốt của các loài cá thuộc liên bộ Elopomorpha. Elopomorpha là một trong những nhóm Teleostei đa dạng, bao gồm 801 loài trong 4 bộ (Elopiformes, Albuliformes, Notacanthiformes, Anguilliformes (gộp cả Saccopharyngiformes)), 24 họ, và 156 chi. Liên bộ này được cho là hình thành chừng 140 triệu năm trước, vào kỷ Creta. Những nhóm cá nổi bật với giai đoạn ấu trùng leptocephalus gồm chi Conger, họ Muraenidae, họ Heterocongrinae và họ Anguillidae. Đây đều là những nhóm "cá chình thực sự" thuộc bộ Cá chình (Anguilliformes).